# Ophiotjalfa
Ophiotjalfa is een geslacht van slangsterren uit de familie Ophiuridae.

## Soorten
- Ophiotjalfa vivipara Mortensen, 1913